# Гзи (гміна Гзи)
Гзи (пол. Gzy) — село в Польщі, у гміні Гзи Пултуського повіту Мазовецького воєводства.
Населення — 194 особи (2011).
У 1975-1998 роках село належало до Цехановського воєводства.

## Демографія
Демографічна структура станом на 31 березня 2011 року:
|          | Загалом | Допрацездатний вік | Працездатний вік | Постпрацездатний вік |
| -------- | ------- | ------------------ | ---------------- | -------------------- |
| Чоловіки | 104     | 22                 | 68               | 14                   |
| Жінки    | 90      | 10                 | 48               | 32                   |
| Разом    | 194     | 32                 | 116              | 46                   |